# Афанасьєв Сергій Олександрович (міністр)
Сергій Олександрович Афанасьєв (нар. 30 серпня 1918, місто Клин Московської губернії, тепер Московської області, Російська Федерація — 13 травня 2001, місто Москва) — радянський державний діяч, заступник голови Ради Міністрів Російської РФСР і голова Ради народного господарства РРФСР, міністр загального машинобудування СРСР, міністр важкого і транспортного машинобудування СРСР. Член ЦК КПРС у 1961—1989 роках. Депутат Верховної Ради Російської РФСР 5—6-го скликань. Депутат Верховної Ради СРСР 6—11-го скликань. Двічі Герой Соціалістичної Праці (14.02.1975, 29.08.1978).

## Життєпис
Народився в родині військового. З 1930 року проживав у Москві. У 1936 році закінчив 10 класів середньої школи, в 1941 році — Московський механіко-машинобудівний інститут імені Баумана. У 1938—1941 роках одночасно з навчанням працював старшим наладчиком верстатів-автоматів на автомобільному заводі імені Сталіна в Москві.
З червня 1941 року — майстер та інженер-конструктор артилерійського заводу № 8 в Калінінграді Московської області (тепер — місто Корольов). Після евакуації заводу в тил з жовтня 1941 року працював на Мотовилихінському артилерійському заводі № 172 в місті Молотові (тепер — місто Перм) інженером-конструктором з обладнання (1941—1942), старшим інженером-конструктором (1942—1943), начальником технічного відділу цеху (1943—1944), заступником начальника цеху (1944—1946) і заступником головного механіка заводу (березень — вересень 1946).
Член ВКП(б) з 1943 року.
У 1946—1948 роках — старший інженер, у 1948—1950 роках — начальник відділу, у 1950—1953 роках — заступник начальника технічного управління Міністерства озброєння СРСР. У 1953—1955 роках — заступник начальника технічного управління Міністерства оборонної промисловості СРСР. У 1955—1957 роках — начальник технічного управління Міністерства оборонної промисловості СРСР.
З червня 1957 року — заступник голови з оборонної промисловості, в квітні — вересні 1958 — 1-й заступник голови Ленінградського економічного адміністративного району.
У вересні 1958 — червні 1961 року — голова Ради народного господарства (раднаргоспу) Ленінградського економічного адміністративного району.
3 червня 1961 — 6 травня 1965 року — голова Ради народного господарства Російської РФСР — заступник голови Ради Міністрів Російської РФСР.
2 березня 1965 — 8 квітня 1983 року — міністр загального машинобудування СРСР.
За великі заслуги в області машинобудування «закритим» Указом Президії Верховної Ради СРСР від 14 лютого 1975 року Афанасьєву Сергію Олександровичу присвоєно звання Героя Соціалістичної Праці з врученням ордену Леніна і золотої медалі «Серп і Молот».
За видатні заслуги в створенні і виробництві спеціальної техніки і у зв'язку з 60-річчям з дня народження «закритим» Указом Президії Верховної Ради СРСР від 29 серпня 1978 року Афанасьєв Сергій Олександрович нагороджений орденом Леніна і другою золотою медаллю «Серп і Молот».
З 8 квітня 1983 року по липень 1987 року — міністр важкого і транспортного машинобудування СРСР.
З липня 1987 року — персональний пенсіонер союзного значення в Москві.
У березні 1988 — січні 1992 року — консультант при Групі генеральних інспекторів Міністерства оборони СРСР, з липня 1992 року — головний науковий консультант ракетно-космічної корпорації «Енергія» імені Корольова в Москві.
Помер 13 травня 2001 року. Похований в Москві на Новодівочому цвинтарі.

## Нагороди і звання
- Двічі Герой Соціалістичної Праці (14.02.1975, 29.08.1978)
- сім орденів Леніна (25.07.1958, 17.06.1961, 26.07.1966, 29.08.1968, 25.10.1971, 14.02.1975, 29.08.1978)
- орден Жовтневої Революції (5.11.1982)
- два ордени Трудового Червоного Прапора (20.04.1956, 30.08.1983)
- орден Червоної Зірки (28.06.1945)
- орден «За заслуги перед Вітчизною» ІІІ ст. (Російська Федерація) (26.08.1996)
- орден «За заслуги» ІІ ступеня (Україна)
- Ленінська премія (1973)
- Державна премія СРСР (1973)
- Сталінська премія ІІ ст. (1977)
- Заслужений машинобудівник СРСР (29.06.1988)
- Почесний громадянин Клинського району (2001, посмертно)